# Parafia Niepokalanego Serca Najświętszej Maryi Panny w Krzywinie
Parafia pod wezwaniem Niepokalanego Serca Najświętszej Maryi Panny w Krzywinie – parafia rzymskokatolicka należąca do dekanatu Banie, archidiecezji szczecińsko-kamieńskiej, metropolii szczecińsko-kamieńskiej. Prowadzą ją księża Salwatorianie (SDS). Siedziba parafii mieści się w Krzywinie przy ulicy Królewieckiej. Według stanu na listopad 2023 proboszczem parafii jest ks. Marek Gadomski SDS. 

## Kościół parafialny
Kościół Niepokalanego Serca Najświętszej Maryi Panny w Krzywinie

## Kościoły filialne i kaplice
- Kościół Wniebowzięcia Najświętszej Maryi Panny w Kłodowie[1]
- Kościół Narodzenia Najświętszej Maryi Panny w Rynicy[1]
- Kościół św. Stanisława Biskupa i Męczennika w Żarczynie[1]
- Kościół Nawiedzenia Najświętszej Maryi Panny w Żelechowie[1]